# 池之端
池之端（日语：／ Ikenohata */?）是東京都台東區的地名，分一丁目至四丁目。郵遞區號為110-0008。本地人口有4,939人。

## 地理
位於台東區西部。東鄰台東區上野櫻木、上野公園，南接台東區上野、文京區湯島，西通文京區本鄉、文京區彌生，西北臨文京區根津，北接台東區谷中。
地域南部的一丁目是都立舊岩崎邸庭園與大樓、商店。其他地區為住宅、商店混雜。南部一丁目附近鄰不忍池。

## 歷史
- 1967年（昭和42年）1月1日 - 實施住居表示[2]。

### 地名由來
位於不忍池的西端而稱「池之端」。

### 町名變遷
| 實施後       | 實施年月日   | 實施前（無備註表部分地區）                                       |
| ------------ | ------------ | ---------------------------------------------------------------- |
| 池之端一丁目 | 1967年1月1日 | 池之端仲町（全域）、茅町一丁目（全域）、茅町二丁目、上野恩賜公園 |
| 池之端二丁目 | 1967年1月1日 | 上野恩賜公園、茅町二丁目、池之端七軒町（全域）                   |
| 池之端三丁目 | 1967年1月1日 | 谷中清水町、上野恩賜公園、上野花園町                             |

## 設施
公共設施
- 上野合同廳舍

企業
- 東天紅
- 生產經濟新聞社

其他
- 宗教法人 大本東京本部

## 教育機關
- 台東區立忍岡小學校

## 觀光
景點、史蹟
- 舊岩崎邸庭園
- 橫山大觀紀念館
- 水月飯店鷗外莊（森鷗外舊居跡）
- 東淵寺
- 忠綱寺
- 休昌寺
- 妙極院

## 交通
道路
- 不忍通
- 動物園通

## 備註
1. ↑  住民基本台帳による町丁名別世帯人口数 平成２５年８月１日現在[永久]
2. ↑  同年3月17日自治省告示第56号「住居表示が實施された件」

## 外部連結
- 台東區官方網站